# Bertil Andersén
Bertil Ulf Andersén, född 19 juni 1940 i Karlskrona, är en svensk gymnastikdirektör och idrottsledare.

## Karriär
Bertil Andersén avlade studentexamen i Karlskrona 1959 och tjänstgjorde sedan som reservofficer i Kustartilleriet. Därefter utbildade han sig till gymnastikdirektör vid Gymnastik- och idrottshögskolan (dåvarande GCI) i Stockholm.
Andersén var själv aktiv 10-kampare i friidrott med 7,12 m i längd, 10,9 på 100 m som toppresultat.
Efter examen tjänstgjorde Andersén som idrottslärare i Oskarström 1962–1965. Därefter blev han (tillsammans med hustrun Kerstin, även hon gymnastikdirektör) idrotts- och motionsledare vid Lunds universitet. Han var under den perioden initiativtagare till motionsverksamheten vid universitetet. I början höll man till i Palæstra, men sedan det brunnit 1980 grundades Gerdahallen , en välkänd friskvårdsinstitution i Lund.
Andersén har elittränarlicens i handboll, fotboll, och friidrott. och han är metodiklektor i handboll. 1974–1979 var han förbundskapten för Sveriges herrlandslag i handboll. Han var tränare/lagledare för Lugi HF i Lund 1978–1985, bland annat SM-vinnare 1980. Han var även tränare för HK Drott i Halmstad och IFK Karlskrona  i olika perioder. Bertil Andersén var förbundskapten i Norge för herrlandslaget 1985–1989. Han har lett  325 landskamper och mer än 1000 elitseriematcher i handboll.
Tack vare stora insatser i Lund har hans näsa avgjutits och hänger på plats 97 i Nasoteket vid Akademiska Föreningen, Café Athen i Lund. En avgjutning av hustrun Kerstins näsa intager platsen före makens, nummer 96.